# آزمایش جانوران
آزمایش جانوران برای آموزش در دانشگاه‌ها و مراکز آموزشی، پژوهش دربارهٔ تأثیر و عوارض جانبی داروها، تشخیص بیماری‌ها، ارزیابی روش‌های درمانی، تعیین میزان سمّی‌بودن مواد شیمیایی در صنایع گوناگون مانند بیوشیمی، داروسازی، تغذیه، تولید محصولات آرایشی - بهداشتی، تهیه و آزمایش واکسن‌ها کاربرد دارد. در سال‌های واپسین، تحقیقات پایه‌ای در دانشگاه‌ها و پژوهش‌های پزشکی رتبهٔ نخست و دوم بهره‌گیری از آزمایش روی جانوران را به خود اختصاص داده‌اند. در سال ۲۰۰۴، ۳۳ درصد آزمایش‌ها برای اهداف آموزشی در دانشگاه‌ها و مؤسسات آموزشی دیگر، ۲۲ درصد برای پژوهش‌های پزشکی (پزشکی انسانی و دامپزشکی) و ۷ درصد برای تعیین عوارض مواد شیمیایی انجام شدند. آزمایش بر روی حیوانات از طرف بسیاری از حامیان حقوق حیوانات مورد انتقاد جدی قرار گرفته‌است و از دیدگاه آن‌ها آزمایش بر روی حیوانات، کاری بی‌رحمانه به‌شمار می‌آید.
انتقال دانش و فناوری حاصل از کار با جانداران آزمایشگاهی باید با موازین اخلاق در علم منطبق باشد و حداقل آزار و اذیت به حیوانات برسد. در میان جانورانی که در این عرصه بیشترین توجه بشر در سال‌های اخیر را به خود جلب نموده‌است، یک ماهی کوچک به‌نام ماهی دانیوی گورخری یا ماهی زبرا است. ماهی گورخری یک ارگانیسم مدل سرآمد است که با خصوصیات متنوعی که دارد، گسترش مرزهای علم را در رشته‌های متعدد سبب شده‌است. خصوصیات این ماهی کوچک آب شیرین به کمک زیست‌شناسان به نحوی نمود یافت که مقایسهٔ ژنتیکی آن با پستانداران (همچون موش) حتی برای بسیاری از محققان باورنکردنی بود؛ به‌عنوان مثال، ظهور روش‌های جدید و کارآمد برای نسخه‌برداری و ویرایش ژنوم، کمک کرد تا در زمینهٔ استفاده از آن در زمینه‌های مختلف علمی، از جمله سم‌شناسی، کشف مواد دارویی، زیست‌شناسی پیوند، مدل‌سازی بیماری و حتی آبزی‌پروری، رشدی فزاینده روی دهد. تداوم تکامل و تطبیق سیستم مدل ماهی گورخری، نیازمند بهبود روش‌ها و رویکردهایی برای پرورش و مدیریت این ماهی‌ها در مخازن کنترل‌شده‌است؛ به‌طوری‌که در نهایت، تحقیقات صورت‌گرفته بر روی این ماهی بیشتر تکرار شدنی، مقرون به صرفه و در چارچوب اخلاق پژوهشی باشد.

## روش‌های جایگزین
```

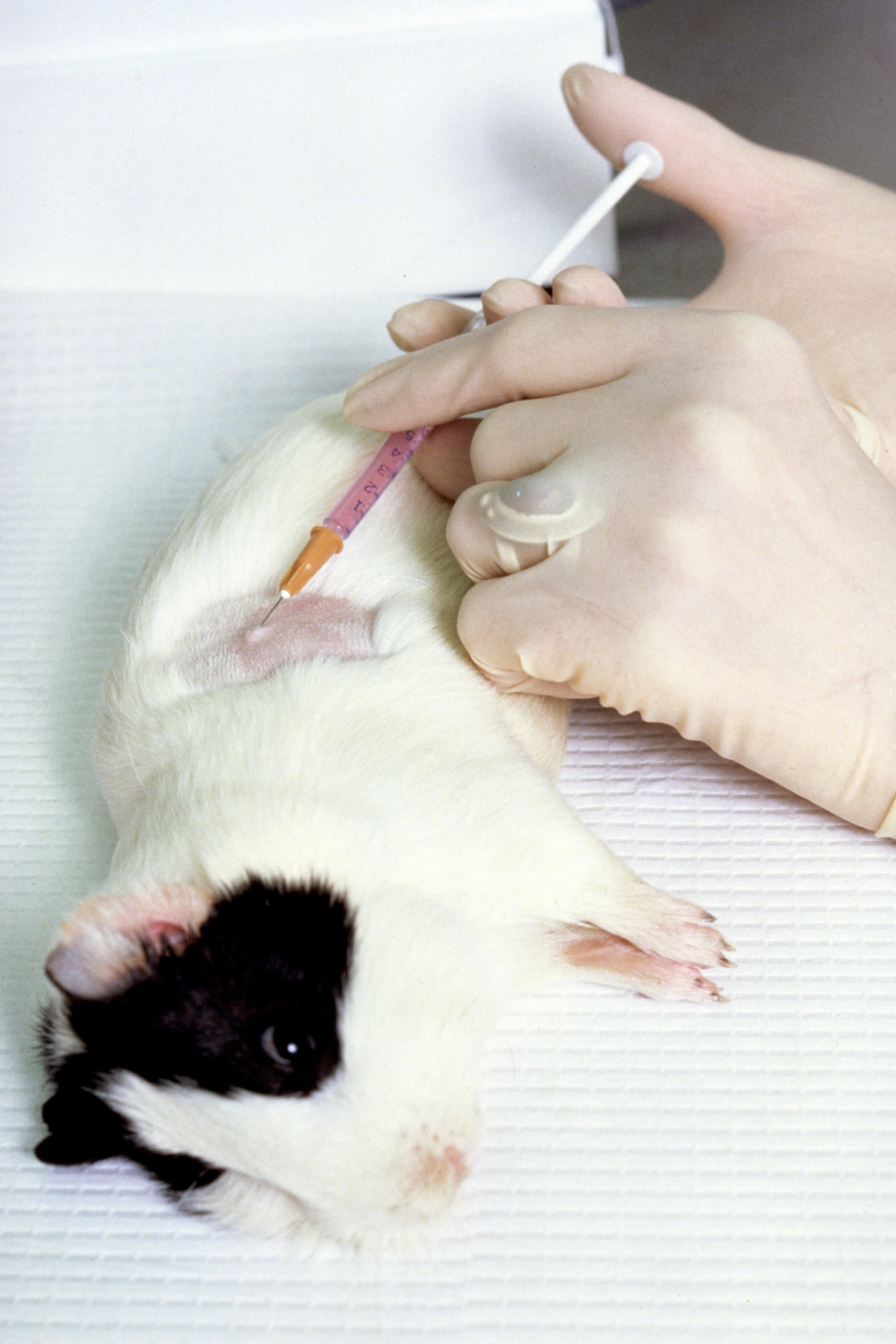
یک تکنسین در حال تزریق ماده‌ای بر خوکچه‌هندی آزمایشگاهی است. خز اطراف ناحیه تزریق تراشیده شده است و ناحیه تزریق مشخص است.

بیشتر دانشمندان و دولت‌ها اظهار می‌کنند که آزمایش بر روی حیوانات باید تا حد ممکن رنج حیوانات را کاهش دهد و آزمایش‌های [جانوری تنها در صورت لزوم انجام شود. 
اصول سه‌گانه آزمایش روی جانوران
، راهنمای استفاده از حیوانات در تحقیقات در بیشتر کشورها است.
```

این اصول عبارت‌اند از: جایگزینی روش‌ها، کاهش آزمایش‌ها و بهینه‌سازی آزمایش‌ها
اگر چه این اصول به عنوان یک گام به جلو توسط برخی از گروه‌های حامی حقوق حیوانات مورد استقبال قرار گرفته‌است، اما آن‌ها اظهار می‌کنند که آزمایش روی جانوران باید منسوخ شود و همچنین می‌گویند به جای آزمایش روی جانوران روش‌های دقیق‌تری وجود دارد.
دانشمندان و مهندسان مؤسسه هاروارد تراشه‌هایی از جمله «ریه روی تراشه» و «روده روی تراشه» را ایجاد کرده‌اند. محققان در مرکز سل‌اَسیز (Cellasys) آلمان یک «تراشه روی پوست» تولید کردند. این دستگاه‌های کوچک حاوی سلول‌های انسانی در یک سیستم سه‌بُعدی است که از اندام‌های انسان تقلید می‌کند. از این تراشه‌ها می‌توان به جای حیوانات در تحقیقات آزمایشگاهی، آزمایش دارو و سمیت استفاده کرد. محققان همچنین شروع به استفاده از چاپگرهای زیستی سه‌بُعدی برای ایجاد بافت‌های انسانی برای آزمایش در شرایط آزمایشگاهی کرده‌اند.
نهادهای رسمی مانند مرکز اعتبارسنجی روش‌های آزمایش‌های جایگزین کمیسیون اروپا، کمیته هماهنگی بین آژانس اعتبارسنجی روش‌های جایگزین در ایالات متحده، ZEBET در آلمان، و مرکز اعتبارسنجی روش‌های جایگزین ژاپن نیز اصول سه‌گانه را ترویج و انتشار می‌دهند. این تلاش‌ها با هدف افزایش الزامات نظارتی مانند حمایت از ممنوعیت آزمایش مواد آرایشی بر روی حیوانات در اتحادیه اروپا و اعتبارسنجی روش‌های دیگر انجام می‌شود. برخی مراکز دانشگاهی نیز گزینه‌های جایگزین آزمایش روی حیوانات را مورد بررسی قرار داده‌اند، از جمله مرکز جایگزین آزمایش بر روی حیوانات در دانشگاه جان هاپکینز و NC3Rها در انگلستان.

## پی‌نوشت و منبع
1. ↑  آزمایش روی حیوانات
2. ↑  Inc, Gallup (2015-05-18). "In U.S. , More Say Animals Should Have Same Rights as People". Gallup.com (به انگلیسی). Retrieved 2021-04-23.
3. ↑  خیابانی, علیرضا (2019-03-10). "مروری بر اصول اخلاقی و فنی کار با ماهی گورخری به‌عنوان یک گونه مدل زیستی در مطالعات علوم پزشکی". اخلاق و تاریخ پزشکی. 12 (1): 58–72.
4. ↑  hughes, mike; Health, JH Bloomberg School of Public. "principles_toc.html". Johns Hopkins Bloomberg School of Public Health (به انگلیسی). Archived from the original on 23 May 2021. Retrieved 2021-05-23.
5. ↑  Kolar, Roman (2002-12-01). "ECVAM: Desperately Needed or Superfluous? An Animal Welfare Perspective". Alternatives to Laboratory Animals (به انگلیسی). 30 (2_suppl): 169–174. doi:10.1177/026119290203002S26. ISSN 0261-1929.
6. ↑  «In Vitro Methods and More Animal Testing Alternatives». PETA (به انگلیسی). ۲۰۱۰-۰۶-۲۱. دریافت‌شده در ۲۰۲۱-۰۴-۲۳.
7. ↑  «Inside L'Oreal's Plan to 3-D Print Human Skin» (به انگلیسی). Wired. شاپا 1059-1028. دریافت‌شده در ۲۰۲۱-۰۴-۲۳.
8. ↑  «ZEBET database on alternatives to animal experiments on the Internet (AnimAlt-ZEBET) - BfR». www.bfr.bund.de. دریافت‌شده در ۲۰۲۱-۰۵-۲۳.
9. ↑  «About JaCVAM--Organization of JaCVAM». web.archive.org. ۲۰۱۲-۰۵-۱۱. بایگانی‌شده از اصلی در ۱۱ مه ۲۰۱۲. دریافت‌شده در ۲۰۲۱-۰۵-۲۳.
10. ↑  Smith, Mike; Health, JH Bloomberg School of Public. "Center for Alternatives to Animal Testing". Johns Hopkins Bloomberg School of Public Health (به انگلیسی). Retrieved 2021-04-23.
11. ↑  "NC3Rs". www.nc3rs.org.uk (به انگلیسی). Retrieved 2021-04-23.